# Davor Marijan
Davor Marijan (Priluka, 1966.), hrvatski vojni povjesničar i autor više knjiga o Domovinskom ratu.

## Životopis

### Mladost i obrazovanje
Osnovnu i srednju školu završio u Livnu. Diplomirao je povijest i arheologiju na Sveučilištu u Zagrebu, 2005. je magistrirao, a 2006. doktorirao na istom fakultetu s temom Jugoslavenska narodna armija i raspad Socijalističke Federativne Republike Jugoslavije 1987. – 1992. godine.

### Znanstveni rad
Od 2001. godine radi u Hrvatskom institutu za povijest na projektu "Stvaranje Republike Hrvatske i Domovinski rat 1991. – 1995. – 1998.". Prije dolaska na Institut, šest je godina radio u Vojnom arhivu MORH-a, kao i u arhivu HIS-a, te je uspio prikupiti i dokumente iz privatnih izvora (uključujući i one sa srpske strane).
Objavljivao je radove s područja vojne povijesti. Autor je (do sada) trinaest knjiga i četrdeset pet znanstvenih i stručnih članaka, poznatije knjige su: Smrt oklopne brigade, Bitka za Vukovar, "Domovinski rat", "Hrvatska 1989. – 1992.: rađanje države" te "Rat Hrvata i Muslimana u Bosni i Hercegovini od 1992. do 1994.".
Osim Domovinskog rata, proučavao je iskrivljavanja povijesti na štetu Hrvatske i Hrvata za vrijeme socijalističke Jugoslavije te rata u BiH.

## Djela
- Bitka za Kupres 1942., AGM, Zagreb 1999. ISBN 953-174-097-6
- Smrt oklopne brigade, Naklada Zoro, Zagreb-Sarajevo 2002. ISBN 953-6296-15-2
- Bitka za Vukovar, Hrvatski institut za povijest, Zagreb 2004. ISBN 953-6324-45-8
- Ustaške vojne postrojbe 1941. – 1945. (2005., magistarski rad)[6]
- Graničari: prilog za ratni put 108. brigade Zbora narodne garde Republike Hrvatske, Hrvatski institut za povijest, Slavonski Brod 2006. ISBN 953-6659-27-1
- Stvaranje hrvatske države i Domovinski rat, Zagreb, Hrvatski inistitut za povijest i Školska knjiga, 2006. (suautori: Zdenko Radelić, Nikica Barić, Albert Bing i Dražen Živić)[7]
- Oluja, Hrvatski memorijalno-dokumentacijski centar Domovinskog rata, Zagreb 2007. ISBN 978-953-7439-08-8
- Slom Titove armije, Golden marketing - Tehnička knjiga, Hrvatski institut za povijest 2008. ISBN 978-953-212-339-5
- 144. brigada HV Sesvete: 1991. – 1995., Muzej Prigorja, Sesvete 2008. ISBN 978-953-99397-3-9
- Domovinski rat, Despot infinitus, 2016.
- Hrvatska 1989.-1992.: rađanje države, Hrvatski institut za povijest, 2017.
- Rat Hrvata i Muslimana u Bosni i Hercegovini od 1992. do 1994., Hrvatski institut za povijest, 2018.
- Rat za Bosansku Posavinu 1992. godine (2020.)[8]

## Vanjske poveznice
Mrežna mjesta
- Davor Marijan, Bitka za Vukovar 1991., Scrinia slavonica, 2/2002.